# Храм Джаганнатха в Пурі
19°48′17″ пн. ш. 85°49′6″ сх. д. / 19.80472° пн. ш. 85.81833° сх. д.

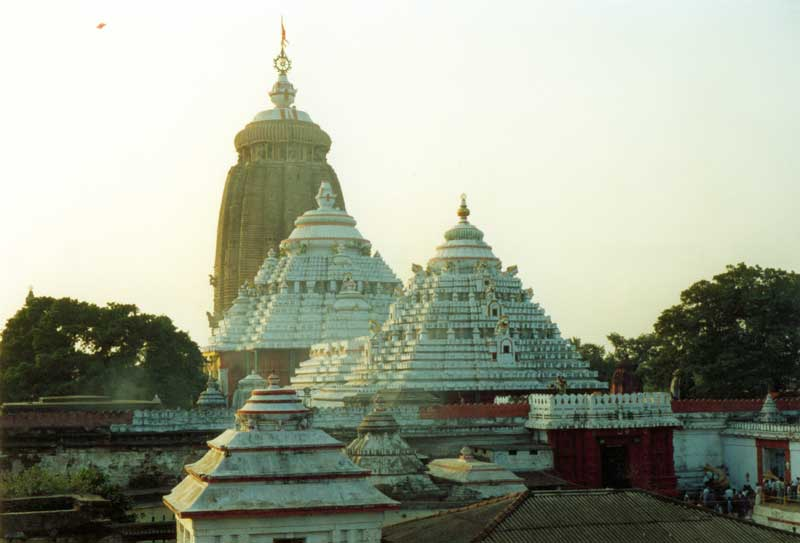
Джаганнатха в Пурі

Храм Джаганнатха в Пурі - відомий індуїстський храм у місті Пурі, Орісса, присвячений божеству Джаганнатх і Крішні. Храм є важливим центром паломництва в ряді традицій індуїзму а, особливо в вайшнавізмі. Це також одне з чотирьох основних місць паломництва (Чар-Дхам), які Індуїст має відвідати протягом свого життя.  Особливе значення храм має для послідовників гаудія-вайшнавізм а, так як засновник цієї традиції, Чайтан'я Махапрабгу, був відданим Джаганнатха і провів в Пурі останні 16 років свого життя.  
Протягом уже багатьох століть, храм щорічно організовує і проводить пишний «фестиваль колісниць» Ратга-ятру, в ході якого храмові божества Джаганнатха, Баладеви і Субгадри везуть по головній вулиці міста Пурі у величезних, пишно оздоблених колісницях. 